# Bălți nemzetközi repülőtér
A Bălți nemzetközi repülőtér, románul Aeroportul Internațional Bălți, egyéb elnevezése Bălți-Liadoveni nemzetközi repülőtér (IATA: BZY, ICAO: LUBL), a Moldovai Köztársaság második legnagyobb nemzetközi polgári repülőtere és a két fő repülőtér egyike, amely Bălți városát és a Moldovai Köztársaság északi részét szolgálja ki polgári utas- és teherszállító járatokkal. A Bălți-Liadoveni nemzetközi repülőteret 1989-ben nyitották meg, hogy helyettesítse a Bălți városi repülőteret, különösen a nemzetközi forgalomban, és hogy megkönnyítse a Chișinăui repülőtér légi forgalmát.

## Fordítás
Ez a szócikk részben vagy egészben  az   Aeroportul Internațional Bălți című román Wikipédia-szócikk fordításán alapul.  Az eredeti cikk szerkesztőit annak laptörténete sorolja fel. Ez a jelzés csupán a megfogalmazás eredetét és a szerzői jogokat jelzi, nem szolgál a cikkben szereplő információk forrásmegjelöléseként.